# Tratado de Lisboa (1668)

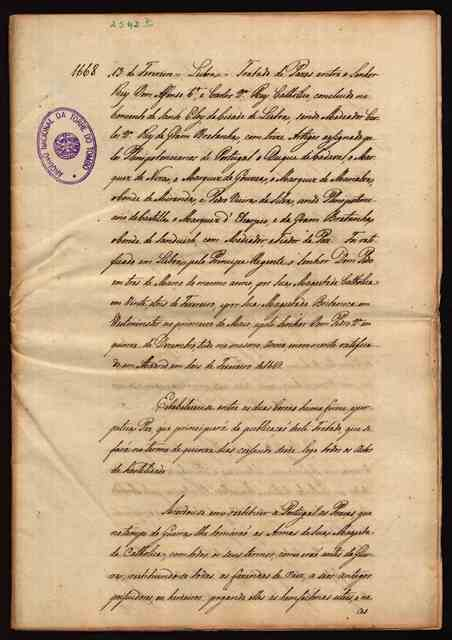
Imagem do tratado afirmado na cidade de Lisboa, entre Portugal e Espanha, ao qual pôs fim a Guerra da Restauração entre os dois países.

O Tratado de Lisboa foi um tratado assinado a 13 de Fevereiro de 1668 entre  Portugal (Afonso VI de Portugal) e Espanha (Carlos II de Espanha) que viria a pôr fim à Guerra da Restauração. Foi dele mediador Carlos II da Inglaterra e foi desenhado no Convento de Santo Elói de Lisboa.
Este pacto foi acordado, estabelecido e concluído no referido convento por Gaspar de Haro Gusmão e Aragão, Marquês del Carpio, do lado espanhol, e por D. Nuno Álvares Pereira, Duque de Cadaval, D. Vasco Luís da Gama, Marquês de Niza, D. João da Silva, Marquês de Gouveia, D. António Luís de Meneses, Marquês de Marialva, D. Henrique de Sousa Tavares da Silva, Conde de Miranda e Pedro Vieira da Silva, do lado português, bem como por Edward Montagu, conde de Sandwich, por Inglaterra como mediadora.
Depois seria ratificado pela rainha regente de Castela a 23 de Fevereiro de 1668 e por D. Pedro II de Portugal, a 3 de Março de 1668.
Por este tratado, a Espanha reconheceu a Restauração da Independência de Portugal e devolvem-se prisioneiros e conquistas, com exceção da cidade de Ceuta, em Marrocos, que ficará na posse de Espanha, por decisão plena dos seus cidadãos, além da aldeia de Ermesende, que passou para a Espanha. A vila de Olivença, ocupada pela tropas espanholas 11 anos antes, foi então devolvida a Portugal.